# بيرثي نيلسن
بيرثي نيلسن (بالدنماركية: Birthe Nielsen)‏ هي عداءة سريعة دنماركية، ولدت في 24 أكتوبر 1926 في كوبنهاغن في الدنمارك، وتوفيت في 4 ديسمبر 2010 في Himmelev ‏ في الدنمارك.

## وصلات خارجية
- بيرثي نيلسن على موقع أوليمبيديا (الإنجليزية)